# Cloudesley Shovell
Sir Cloudesley Shovell (novembre de 1650 - 22-23 d'octubre de 1707) fou un Almirall anglès. Va anar pujant rang en diverses batalles importants de finals del segle xvii i de finals del segle xviii i que va esdevenir un heroi popular britànic la carrera del qual es va finir al desastre naval de les illes Scilly de 1707. També va servir com a Parlamentari per Rochester (Kent) entre el 1695 i el 1701 i entre el 1705 i la seva mort a l'octubre del 1707.

## A la Guerra de Successió Espanyola

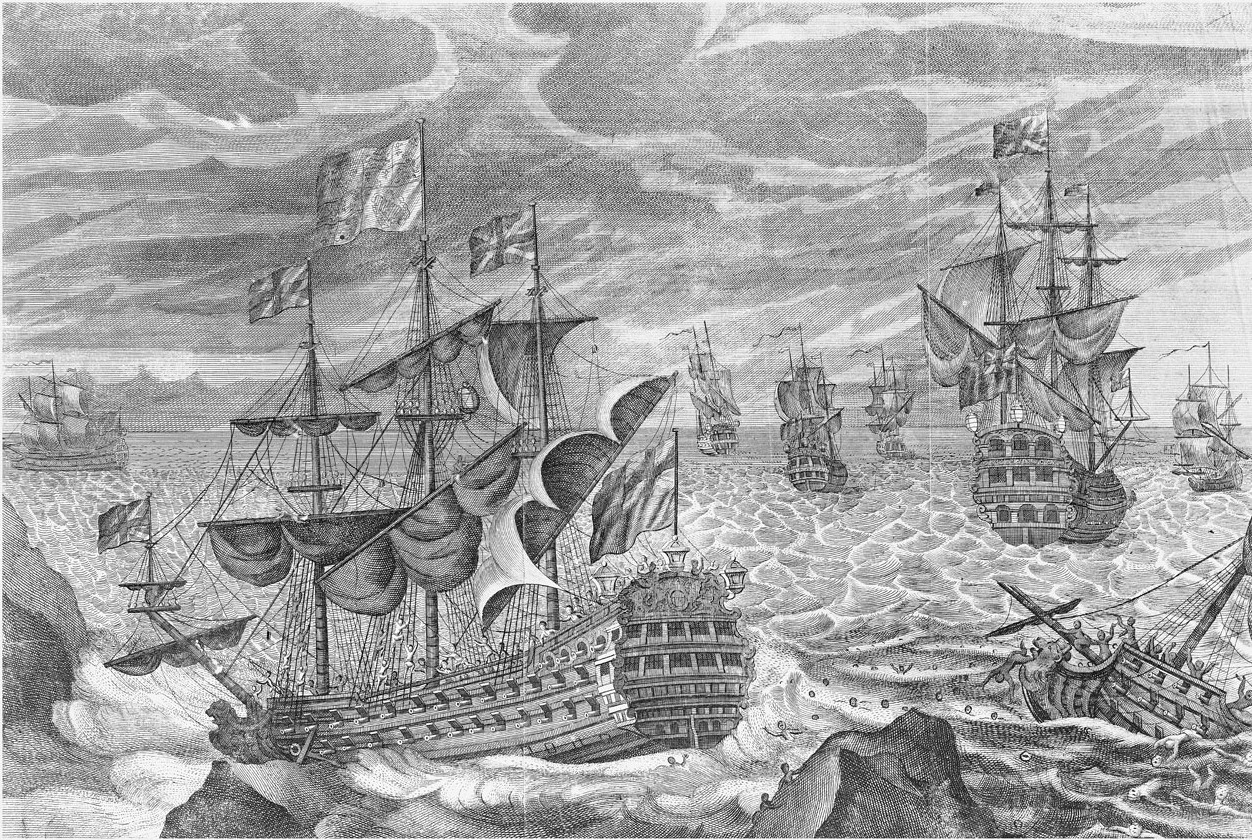
Un gravat del sobre el desastre naval de les illes Scilly

El 1702 Shovell es va emportar a casa el botí de les tropes franceses i espanyoles que l'almirall Rooke havia capturat a la batalla de la badia de Vigo i el gener de 1704 va ser nomenat contraalmirall d'Anglaterra. Aquest mateix any va actuar al comandament de l'almirall Rooke al Mediterrani i va cooperar en la presa de Gibraltar. El 13 de gener de 1705, Shovell es va convertir en almirall de la flota i va assumir el comandament de la flota anglo-holandesa de Rooke, que es va retirar després de la seva victòria a Màlaga. Les seves forces van capturar el Port de Barcelona en col·laboració amb les forces del Tercer Comte de Peterborough cosa que va possibilitar que Carles d'Àustria, que reclamava el tron s'establís en sòl peninsular. El novembre de 1706 la seva carrera va arribar al punt culminant de la seva carrera quan va ser nomenat Comandant en Cap de les flotes britàniques.
Durant l'estiu de 1707 va comandar les forces navals al setge de Toló, base de la flota francesa, coordinat amb l'armada austríaca sota el comandament d'Eugeni de Savoia. Els aliats no van aconseguir capturar la ciutat, però el bombardeig de les forces de Shovell van atemorir les forces franceses que van enfonsar la seva pròpia flota. Els anglesos, però van ordenar que la seva flota tornés a casa seva i a finals d'octubre van navegar des de Gibraltar fins a Portsmouth.

## Mort al desastre naval de les Illes Scilly
Quan retornava a Anglaterra després de la campanya de Toulon, el vaixell de Sovell, MHS Association, a les vuit del matí del 22 d'octubre (2 de novembre en el calendari contemporani) de 1707 va xocar contra unes roques properes a les Illes Scilly juntament amb molts altres vaixells i va enfonsar-se. Només hi va haver 800 supervivents i hi va haver uns 2000 mariners que van morir en aquest desastre naval que és considerat un dels desastres navals més importants de la història britànica. Shovell va morir en aquest desastre.